# Киурумяки
Киурумяки (фин. Kiurunmäki) — упразднённая деревня на территории Всеволожского городского поселения Всеволожского района Ленинградской области.

## Географическое положение
Находилась на южной стороне автодороги Токсово — Всеволожск, проходящей по территории Ржевского артиллерийского полигона в 1 км к югу от озера Школьного.

## История
Согласно карте Санкт-Петербургской губернии Ф. Ф. Шуберта 1834 года деревня называлась Кивору-мякки.

ВТОРАЯ ХЕПОЯРВИ — деревня принадлежит ведомству коменданта Санкт-Петербургской крепости, число жителей по ревизии: 230 м. п., 212 ж. п. (1838 год)

Согласно «Топографической карте частей Санкт-Петербургской и ВыБоргской губерний» в 1860 году деревня Большие Киворумякки насчитывала 22 крестьянских двора.

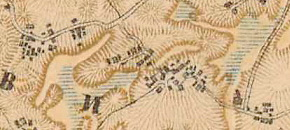
Деревня Киурумяки на карте 1885 года

Согласно «Списку населённых мест Российской Империи» от 1862 года деревня Киворумякки была частью большой деревни 1-я Хипоярви при колодцах, принадлежащей Комендантскому ведомству. Кроме неё в 1-е Хипоярви входили также деревни: Вехка-Оя, Вилькимякки, Большая и Малая Корожемякки (Коросенмякки), Мойсиямякки, Путкоселово, Торгияйсемякки и Скаргенмякки.

КИВРУМЯКИ БОЛЬШИЕ — посёлок на земле четвёртого сельского общества 26 дворов, 88 м. п., 82 ж. п., всего 170 чел. 

КИВРУМЯКИ МАЛЫЕ — посёлок на земле четвёртого сельского общества 11 дворов, 28 м. п., 27 ж. п., всего 55 чел. (1896 год)

В конце XIX — начале XX века деревня административно относилась к Токсовской волости 2-го стана Шлиссельбургского уезда Санкт-Петербургской губернии.
По данным «Памятной книжки Санкт-Петербургской губернии» за 1905 год, деревня называлась Киуру-мякки и входила в состав 1-го Хипоярвского сельского общества.

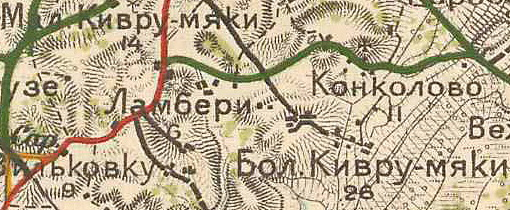
Деревня Киурумяки на карте 1913 года

В 1913 году в деревне Большие Кивру-мяки было 26 крестьянских дворов, в деревне Малые Кивру-мяки — 14 дворов.

КИУРУМЯККИ БОЛЬШИЕ — деревня Таскумякского сельсовета, 35 хозяйств, 125 душ.

Из них: русских — 4 хозяйства, 13 душ; финнов-ингерманландцев — 31 хозяйств, 112 душ. 

КИУРУМЯККИ МАЛЫЕ — деревня Таскумякского сельсовета, 14 хозяйств, 46 душ.

Из них: русских — 3 хозяйства, 3 души; финнов-ингерманландцев — 11 хозяйств, 43 души. (1926 год)

В 1928 году население деревни Большие Киурумяги составляло 110 человек.
По административным данным 1933 года деревни назывались Большие Кидрумяки и Малые Кидрумяки, и относились к Токсовскому финскому национальному сельсовету Куйвозовского финского национального района.
С 1 февраля 1939 года деревни Киурумяги Большие и Киурумяги Малые — в составе Парголовского района.

БОЛЬШИЕ КИУРУНМЯГИ — деревня Токсовского сельсовета, 109 чел.
 
МАЛЫЕ КИУРУНМЯГИ — деревня Токсовского сельсовета, 18 чел. (1939 год)

Согласно карте 1940 года деревня называлась Большие Кивру-мяки и насчитывала 33 двора.
До 1942 года — место компактного проживания ингерманландских финнов. Начиная с 1931 и по 1942 год, в несколько этапов, все жители деревни Киурумяки и других окрестных деревень, земли которых отошли Ржевскому артиллерийскому полигону, были депортированы в Красноярский край и низовья реки Лена.
30 октября 1950 года деревни были упразднены на основании постановления Секретариата Президиума Верховного Совета РСФСР. В справочнике по административно-территориальному делению Ленинградской области дано пояснение: «после войны не восстановлены».
Сейчас — урочище Киурумяки.

## Прочее
В урочище Киурумяки снимались некоторые эпизоды фильма Мы из будущего 2.

## Фото

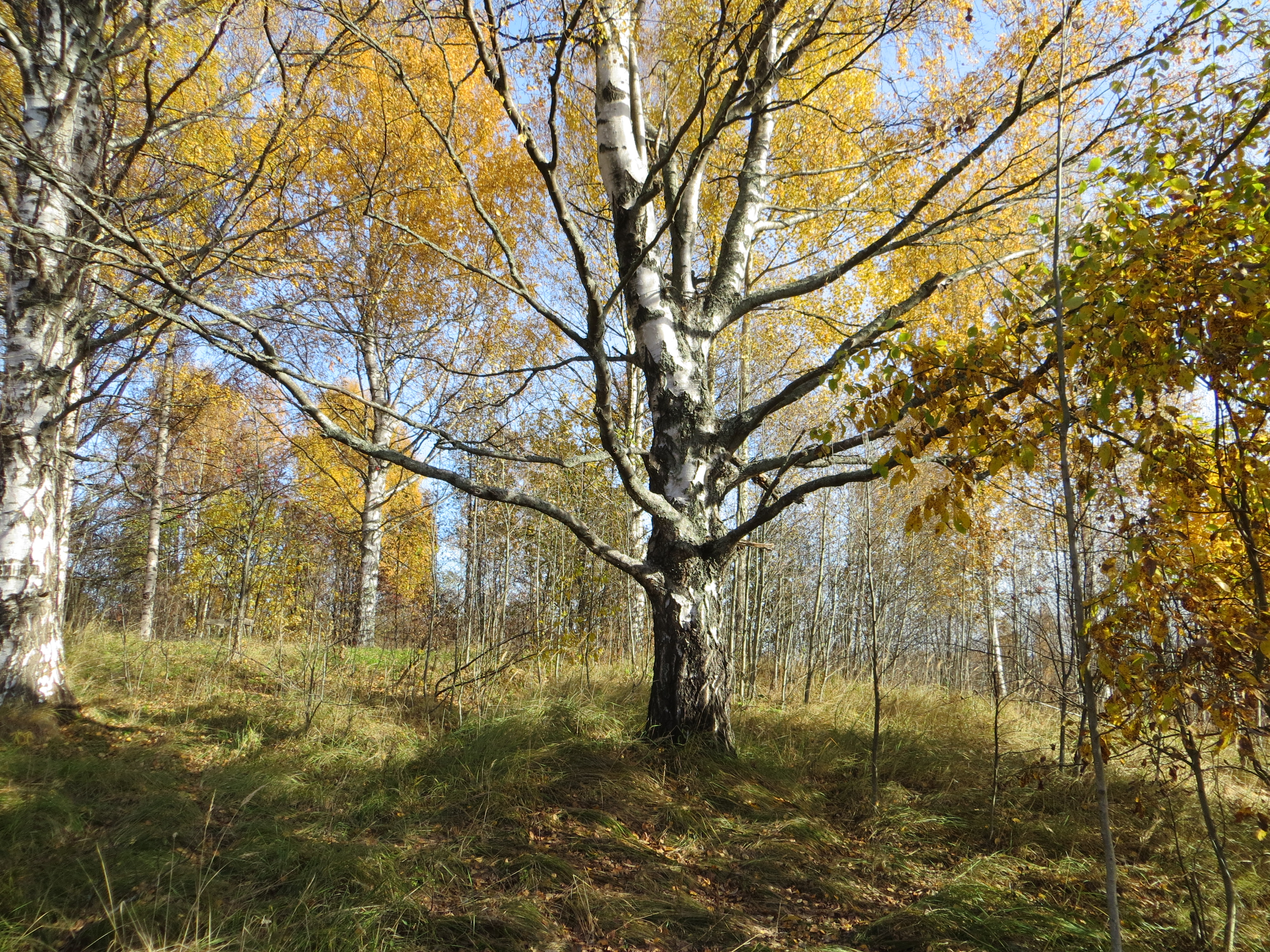
Урочище Киурумяки. 2013 год
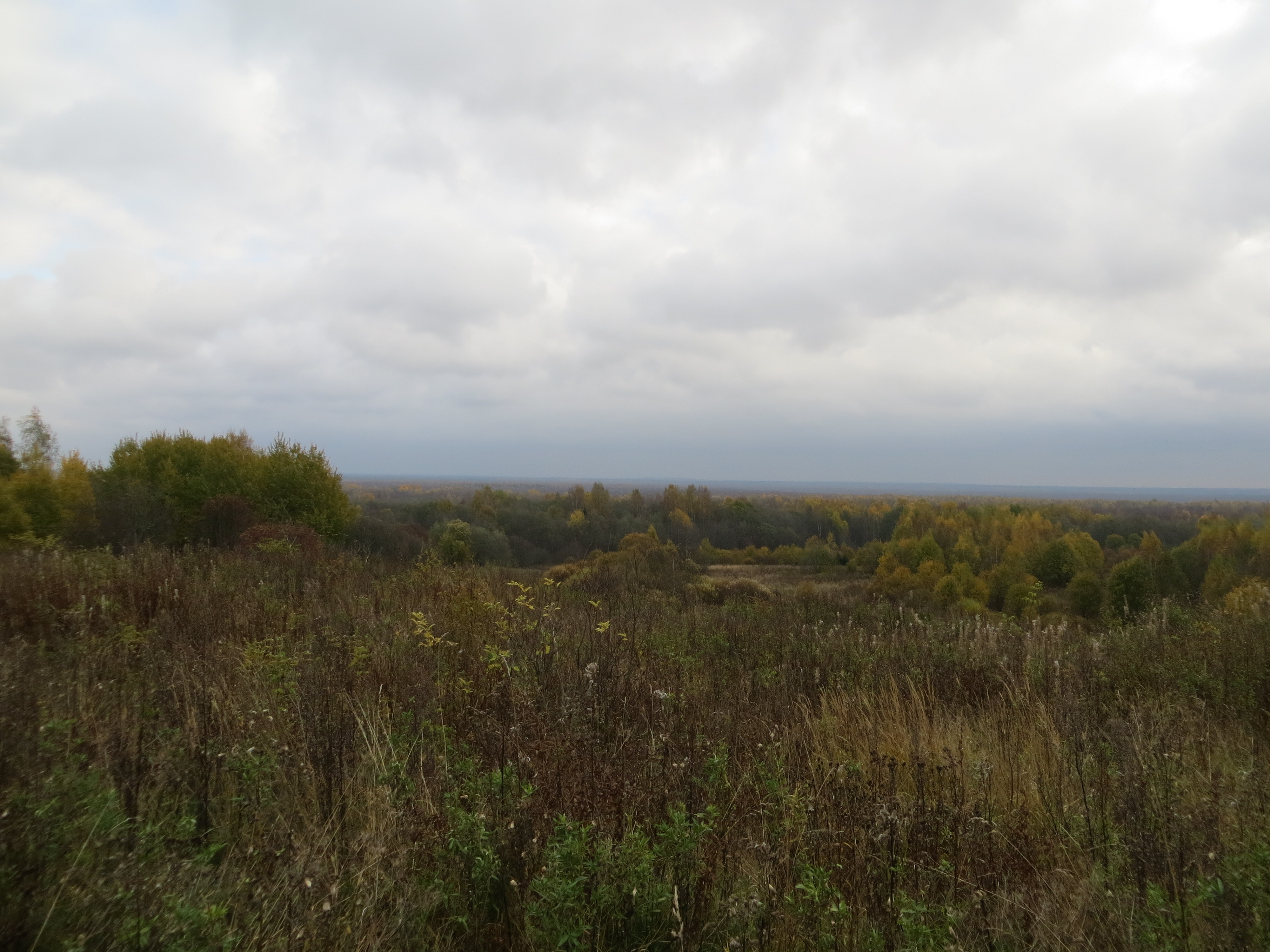
Урочище Киурумяки. Вид на юго-запад. 2014 год